# همسا ناندینی
همسا ناندینی (به انگلیسی: Hamsa Nandini) (زاده ۸ دسامبر ۱۹۸۲) بازیگر هندی است.
از فیلم‌هایی که وی در آن نقش داشته است می‌توان به کدام مسیر، رودرامادوی، راما، تو خواهی آمد، مرد جوان افسونگر است، شرکت، باهوش و جای لاوا کوسا اشاره کرد.